# 富岡潤一
富岡 潤一（とみおか じゅんいち、1966年 - ）は、日本の高校野球指導者。群馬県出身。

## 経歴
群馬県立高崎商業高等学校時代に選手として甲子園に出場。卒業後、高崎経済大学に進学し教員免許を取得。
群馬県公立高等学校教諭として採用され、群馬県立前橋商業高等学校の硬式野球部監督に就任。
2005年、夏の群馬県大会決勝で太田市立商業高等学校を破って監督就任後甲子園初出場。以後、2007年、2010年の夏の甲子園、2009年の春の甲子園に出場する。
その後、母校である群馬県立高崎商業高等学校の硬式野球部監督に就任。就任1年目にして母校を22年ぶり11回目の甲子園出場へ導く。甲子園での通算成績は3勝。
2019年春、管理職就任のため硬式野球部監督を勇退。